# Igreja de Santa Cruz (Viana do Castelo)
A Igreja de Santa Cruz ou Igreja de Santa Cruz do Convento de São Domingos ou Convento de São Domingos ou Igreja Paroquial de São Domingos é uma igreja de Viana do Castelo.
A igreja fazia parte do Convento de São Domingos, mandado edificar por Bartolomeu dos Mártires em 1560. O conjunto monástico seria concluído em 1571. 
Está localizada no Largo de São Domingos, no centro da cidade.
Na igreja está localizado o túmulo de São Bartolomeu dos Mártires.
Está classificada como Monumento Nacional desde 1910.
Em 17 de junho de 2020 a Conferência Episcopal Portuguesa aprovou a classificação como basílica menor.
Em 2021, a ala de Nossa Senhora do Rosário começou a ser recuperada para acolher o Centro de Interpretação de São Bartolomeu dos Mártires.